# Alsótavankút
Alsótavankút (horvátul, bunyevácul Donji Tavankut, szerbül Доњи Таванкут / Donji Tavankut) település Szerbiában, Vajdaságban, az Észak-bácskai körzetben, Szabadka községben.

## Népesség
- Az 1991-es népszámlálás szerint 2710 lakosa volt
- A 2002-es szerint pedig 2631 lakosa volt. Ebből 1234 (46,9%) horvát, 787 (29,91%) bunyevác, 190 (7,22%) szerb, 137 (5,2%) jugoszláv, 117 (4,44%) magyar, 6 (0,22%) montenegrói, 6 (0,22%)  német, 3 (0,11%) muzulmán, 3 (0,11%) macedón, 1 (0,03%) szlovák, 1 (0,03%) orosz, 1 (0,03%) roma, 1 (0,03%) bosnyák, 4 (0,15%) ismeretlen. A falunak 2081 nagykorú polgára van, a lakosság átlagéletkora 39,8 év (a férfiaké 38, a nőké 41,5). A településen 953 háztartás van, háztartásonként átlagosan 2,75 taggal.

Legnépesebb az 1953-as népszámlálás idején volt, 3636 lakossal.